# Fernbusterminal Leipzig
Das Fernbusterminal Leipzig ist der zentrale Busbahnhof des Fernbusverkehrs in Leipzig. Es wurde 2018 eröffnet und liegt auf der Ostseite des Hauptbahnhofs.

## Beschreibung
Die 9 Bussteige, genannt Gates, befinden sich im Erdgeschoss eines Parkhauses mit 553 Stellplätzen, 2 weitere Bussteige sind außen. Das Parkhaus und das Fernbusterminal werden von Goldbeck Parking Services betrieben. Die Einfahrt für die Busse befindet sich auf der westlichen Seite an der Straße mit Namen Sachsenseite, auf der östlichen Seite wird der Baukörper des Terminals durch die Brandenburger Straße begrenzt. Der Hauptbahnhof ist wenige Meter entfernt, ebenso wie 2 Hotels, die in direktem Zusammenhang mit dem Fernbusterminal errichtet wurden.
In das Terminal wurden Sanitäreinrichtungen, Einzelhandel, Gastronomie sowie ein 700 m² großer Service- und Dienstleistungsbereich integriert. Es wurde zusammen mit den beiden Hotels vom privaten Projektentwickler S&G Development GmbH geplant, finanziert, gebaut und vermarktet. Die Investitionskosten werden für das Fernbusterminal mit 17 Millionen Euro, für die Hotels mit weiteren 72 Millionen Euro angegeben.

## Busbetrieb
Nach einem Jahr wurde berichtet, dass in dem Terminal insgesamt 27.900 Fernbusse Halt gemacht hätten, dies entspreche einem durchschnittlichen Fahrgastaufkommen von etwa 125.000 Passagieren pro Monat. 2019 fuhren einschließlich des Unternehmens Flixbus als Hauptnutzer 27 verschiedene Busunternehmen das Terminal an, darunter auch Fernbuslinien aus dem europäischen Ausland wie Euroclub, Eurolines, Leo Express und Alvators. Unter verkehrlichen Aspekten wird in den Quellen die multimodale Verknüpfung unterschiedlicher Verkehrsmittel an diesem Standort betont (Fernbusse im Terminal, Fernbahn im Hauptbahnhof, S-Bahn im City-Tunnel, Straßenbahn vor dem Hauptbahnhof, daneben noch Stellplätze im Parkhaus, Fahrradverleih, Carsharing, Mietwagen).

## Architektur
Bei einem internationalen Architekturwettbewerb setzte sich das Dortmunder Architekturbüro Gerber Architekten durch. Auffälligstes Merkmal des Terminalgebäudes ist die teilweise durchscheinende Fassadenverkleidung aus Stahl, die als elegant, zeitlos und unaufdringlich beschrieben wird. Der Stadtraum östlich des Hauptbahnhofs wurde durch eine hochwertig gestaltete Plaza mit Steinbänken, Baumreihen und Rasenstreifen aufgewertet.

## Bildergalerie

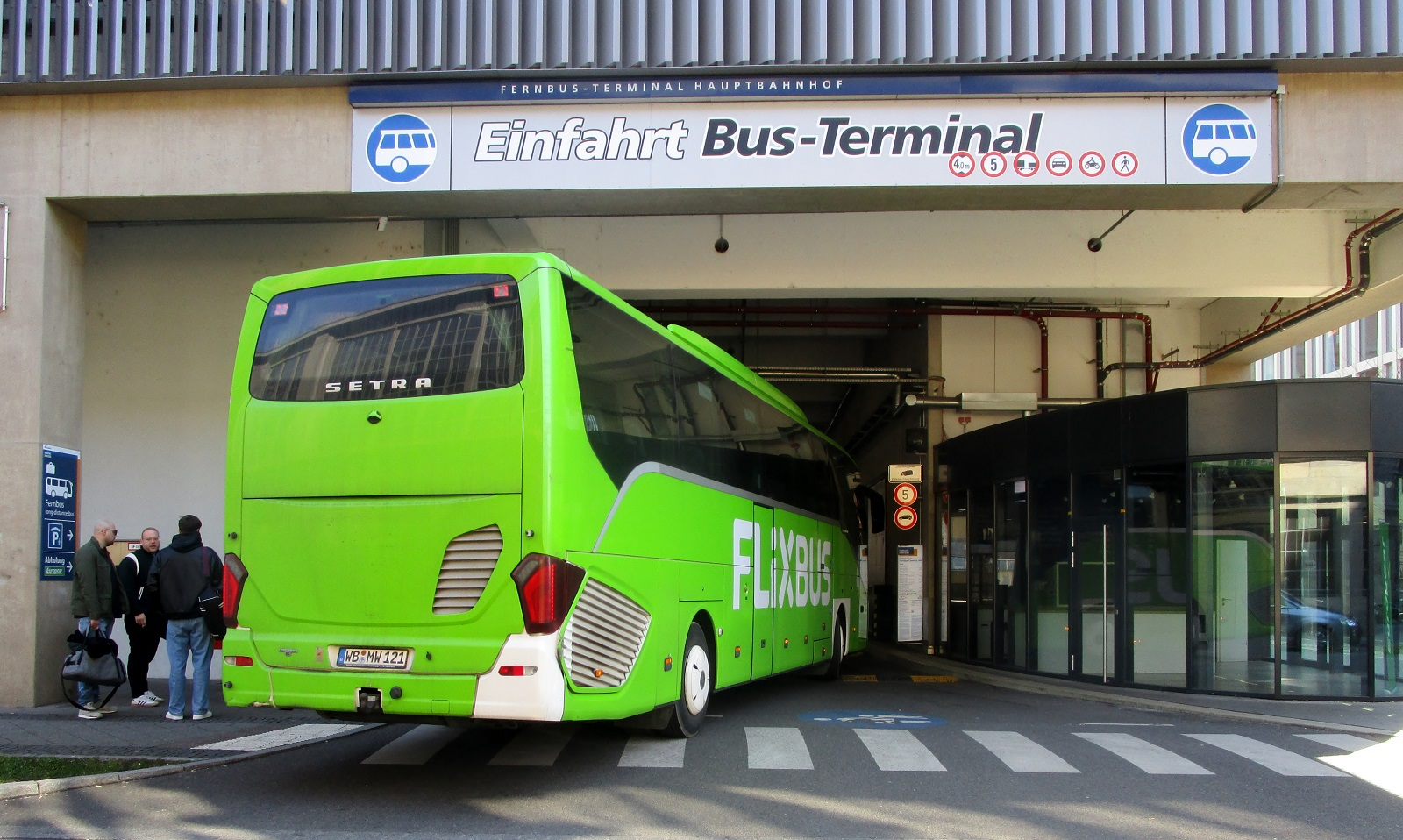
Bus fährt ins Fernbusterminal ein
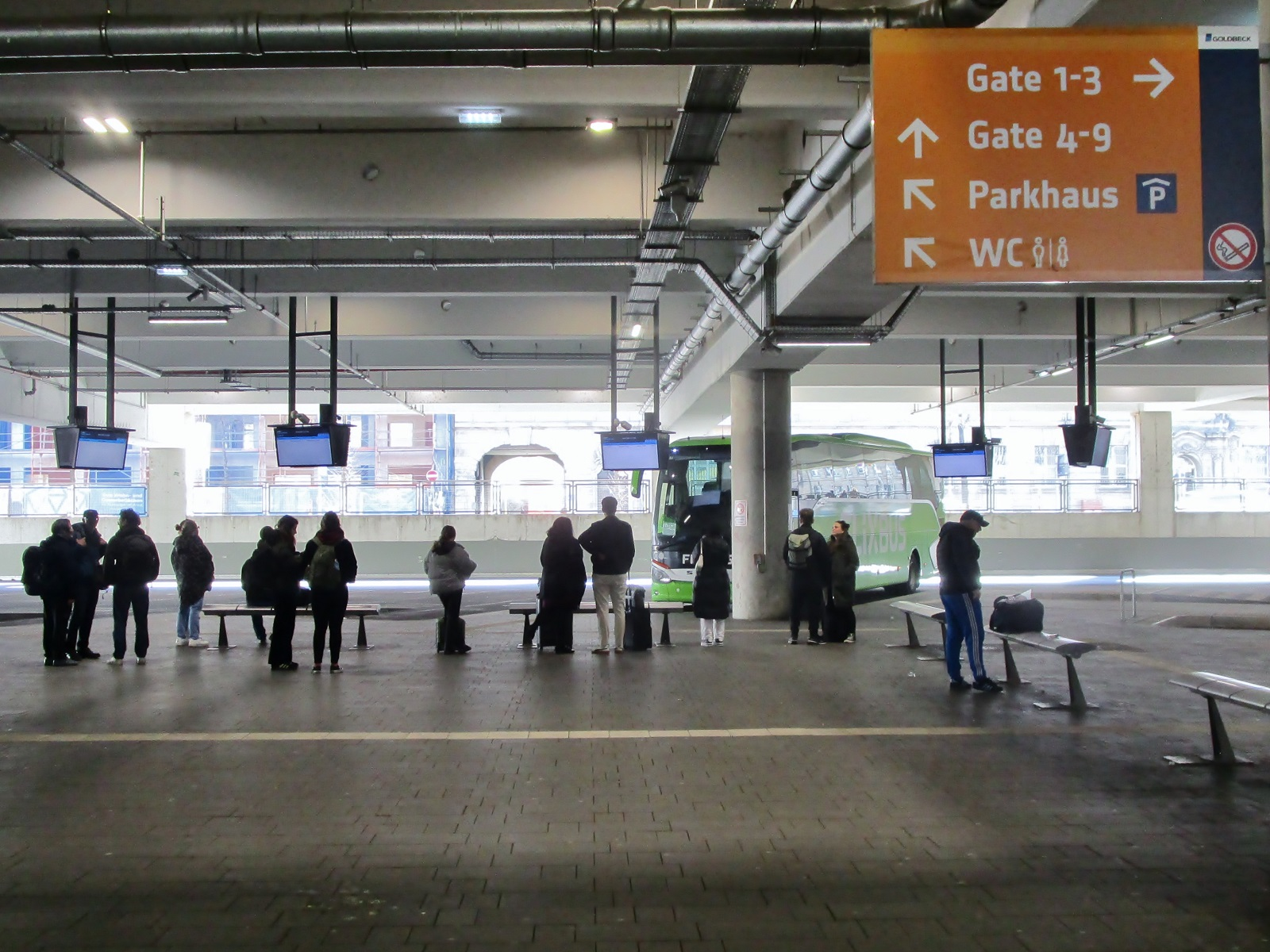
Im Inneren des Fernbusterminals
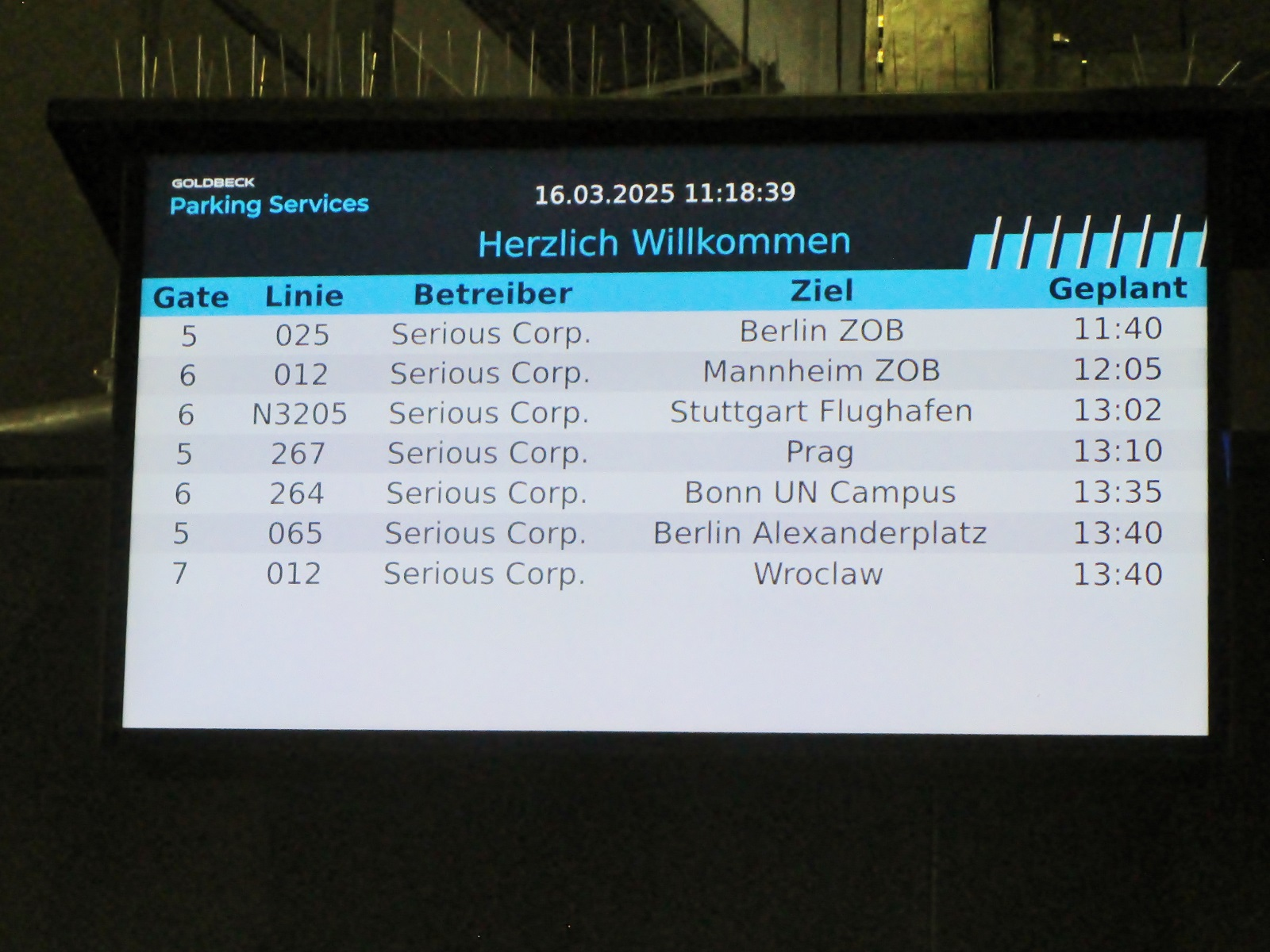
Anzeigetafel im Fernbusterminal
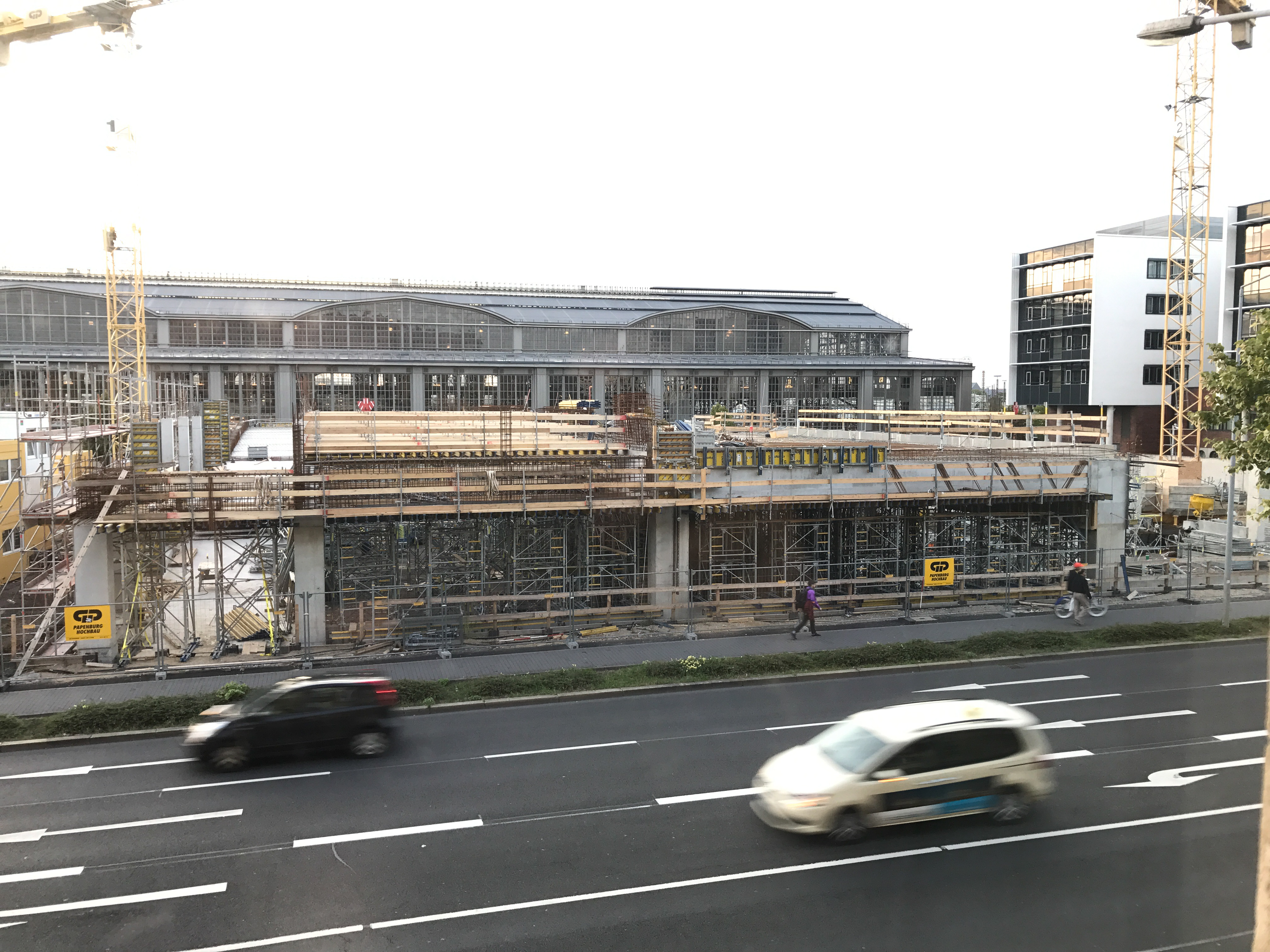
Fernbusterminal im Bau (2017)
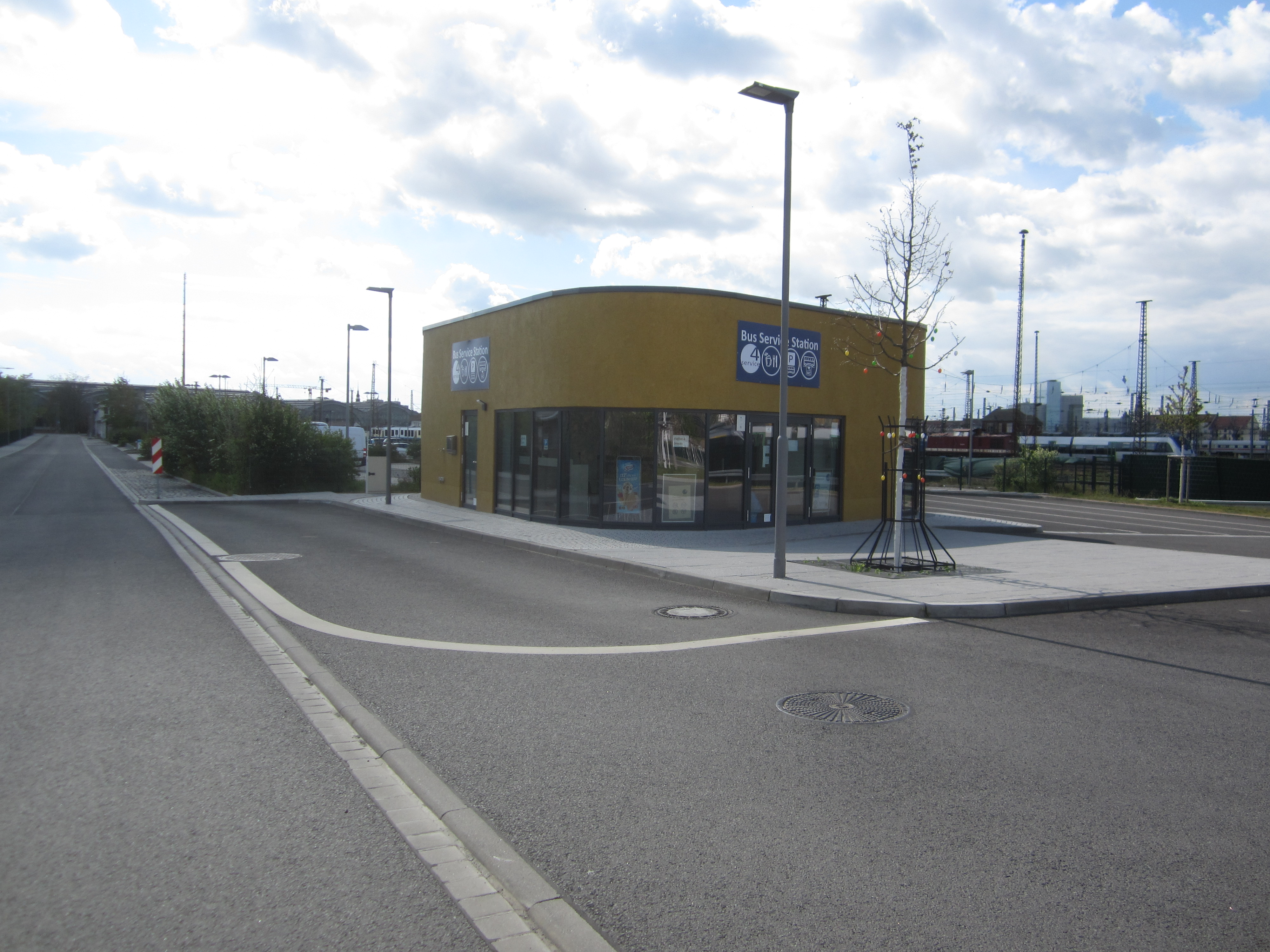
Für das Fernbusterminal errichtete Serviceanlage für Busfahrer in der Nähe der Brandenburger Brücke